# Vrouwendag (februari)
Vrouwendag of Lieve Vrouwendag, niet te verwarren met Internationale Vrouwendag, is een benaming voor 2 februari. De naam van deze dag komt van "Onze Lieve Vrouwe Lichtmis", omdat op die dag Maria Lichtmis gevierd wordt ter ere van Maria, die ook wel "Onze Lieve Vrouwe" genoemd wordt. Tot zeker in de 17e eeuw werd de term Vrouwendag, net als veel andere heiligendagen en kerkelijke feesten gebruikt als datumaanduiding.
Vanaf de 15e eeuw werden in Amsterdam de burgemeesters gekozen op vrouwendag. Er bestaan ook oude akten, waarin bepaald werd dat jaarlijks op vrouwendag de pacht of iets dergelijks betaald moest worden. Rondom deze dag bestonden vele tradities. Zo was op deze dag volgens een gebruik de vrouw belangrijk en mocht zij een man kiezen. In 1887 publiceerde Pieter Louwerse het gedicht "Vrouwendag", waarin wordt beschreven hoe de moeder op vrouwendag de baas is in het gezin. Hier wordt de "de eerste dag van Sprokkelmaand" (1 februari) vrouwendag genoemd. 
Voor tuinders was vrouwendag traditioneel de dag waarop het voorbereidende werk voor de moestuin werd gestart.